# آندره سگاتی
آندره سگاتی (انگلیسی: André Segatti؛ زادهٔ ۱۵ مهٔ ۱۹۷۲) یک مانکن (فرد) اهل برزیل است.